# Wounded Bird Records
Wounded Bird Records è un'etichetta discografica statunitense fondata nel 1998 a Guilderland, New York. Essa ha ripubblicato dai meno noti album ai più noti e soprattutto meno noti artisti come Debbie Harry, Chic, Bill Cosby, Jon Anderson, Adrian Belew, Ellen Foley, Blood, Sweat & Tears e altri. Il catalogo dell'etichetta è licenziato dalla Warner Music Group, ma anche dalla Sony BMG.